# Структурные шаблоны проектирования
Структурные шаблоны (англ. Structural patterns) — шаблоны проектирования, в которых рассматривается вопрос о том, как из классов и объектов образуются более крупные структуры.

## Использование
Структурные шаблоны уровня класса используют наследование для составления композиций из интерфейсов и реализаций. Простой пример — использование множественного наследования для объединения нескольких классов в один. В результате получается класс, обладающий свойствами всех своих родителей. Особенно полезен этот шаблон, когда нужно организовать совместную работу нескольких независимо разработанных библиотек.

## Шаблоны
- Адаптер (Adapter)
- Мост (Bridge)
- Компоновщик (Composite)
- Декоратор (Decorator)
- Фасад (Facade)
- Единая точка входа (Front controller)
- Приспособленец (Flyweight)
- Заместитель (Proxy)